# Emilio Mendoza
Emilio Mendoza (* 8. August 1953 in Caracas) ist ein venezolanischer Komponist.

## Leben
Mendoza studierte an der Universidad Metropolitana in Caracas (1974–76) Komposition bei Yannis Ioannidis und Gitarre bei Flaminia de Desola. Danach studierte er am Robert-Schumann-Institut in Düsseldorf (1976–81) Komposition und erlangte an der The Catholic University of America (1987–90) den Grad eines Doctor of Musical Arts mit dem Spezialgebiet Lateinamerikanische Musik. Daneben arbeitete er 1978–79 in Düsseldorf als Schlagzeuger mit dem ghanaischen Priester Okonfo Rao Kawawa, studierte 1981 westafrikanische Perkussion bei Mustapha Tettey Addy und 1982–83 Bandola Llanera bei Saúl Vera.
Von 1982 bis 1987 unterrichtete Mendoza Komposition und Rhythmik am Konservatorium des Nationalen Jugendorchesters Venezuelas. Daneben arbeitete er von 1982 bis 1985 beim Instituto Interamericano de Etnomusicología y Folklore (INIDEF) und leitete von 1982 bis 1987 das von ihm mitbegründete Orquesta de Instrumentos Latinoamericanos (ODILA). Von 1991 bis 1994 unterrichtete er Komposition an der Crane School of Music in den USA.
Bis 1997 wirkte er als Präsident der Fundación de Etnomusicología y Foklore (FUNDEF). Zwischen 1996 und 1998 hielt er Kurse für das Graduiertenprogramm für Lateinamerikanische Musik der Universidad Central de Venezuela, seitdem ist er Professor an der Universidad Simón Bolívar.
2004 wurde Mendoza Präsident der Sociedad Venezolana de Música Contemporánea (SVMC) und Präsident der venezolanischen Abteilung der International Association for the Study of Popular Music  (IASPM) sowie Mitglied des Exekutivkomitees der International Society for Contemporary Music (ISCM).

## Werke
- Alborada für Viola und Klavier, 1975
- Pasaje für dreizehn Streicher, 1976
- Susurro für gemischten Chor oder Elektronik, 1977
- Sexteto für Bläsersextett, 1979
- Tregua für Sinfonieorchester, 1981
- Etnocidio für lateinamerikanische Instrumente, 1982
- El Ultimo Canto für lateinamerikanische Instrumente, 1983–84
- Jungla/RainForest für fünf Perkussionisten, 1992
- Velorio Ritual für Bassklarinette, Cello und Klavier, 1992

| Personendaten    | Personendaten             |
| ---------------- | ------------------------- |
| NAME             | Mendoza, Emilio           |
| KURZBESCHREIBUNG | venezolanischer Komponist |
| GEBURTSDATUM     | 8. August 1953            |
| GEBURTSORT       | Caracas                   |